# 彭伯光鰓魚
彭伯光鰓魚（學名：Chromis pembae），又稱彭伯光鰓雀鯛，是輻鰭魚綱鱸形目雀鯛科光鰓魚屬的其中一種，分布於西印度洋紅海與東非南至坦尚尼亞海域，深度12至50公尺，本魚體呈卵圓形且側扁，體呈深褐色，尾鰭、背鰭及臀鰭軟條白色，背鰭和臀鰭硬棘黑色，背鰭硬棘邊緣黃色，背鰭硬棘13枚、背鰭軟條11-12枚、臀鰭硬棘2枚、臀鰭軟條11枚，體長可達13公分，棲息在外海礁坡，成小群活動，以浮游生物為食，繁殖期時成對出現，雄魚會守護卵直到孵化，生活習性不明。